# Tom Golisano
Blase Thomas "Tom" Golisano, född 14 november 1941, är en amerikansk företagsledare som är styrelseordförande för det multinationella human resources-bolaget Paychex, Inc. Den amerikanska ekonomiskriften Forbes rankade Golisano som världens 632:a rikaste med en förmögenhet på 3,6 miljarder $ för den 3 mars 2019.

## Affärer
Golisano såg en outnyttjad marknad för små företag med mindre än 50 anställda som kunde outsourca löneadministration och annan Human Resources för att spara att tid och resurser. Hans dåvarande arbetsgivare Electronic Accounting Systems Inc., som var i branschen men enbart arbetade mot större företag, var inte intresserade av idén. Golisano valde då 1971 att starta ett eget företag med namnet Paymaster (senare skede Paychex, Inc).. Företaget växte med tiden och har blivit USA:s näst största inom sin bransch med årliga intäkter på över 2 miljarder $.

## Politik
Tom Golisano har deltagit i tre val till att bli delstaten New York:s guvernör (1994, 1998 och 2002) men förlorade samtliga till republikanen George Pataki. Golisano spenderade totalt 93 miljoner $ ur egen ficka på samtliga tre varav 50 miljoner $ för 2002 års guvernörsval.

## Sport i Buffalo
Det amerikanska ishockeylaget Buffalo Sabres i National Hockey League hade några tunga år i början av 2000-talet både på och utanför isen. De var bland de sämre lagen i ligan, publiksiffrorna dalade, klubben blödde rent ekonomiskt och arbetade under konkursskydd. De gick back med 24 miljoner $ och var skyldiga 29,9 miljoner $ till olika fordringsägare. Då klev Golisano och konsortiet Hockey Western New York, LLC in och köpte upp klubben och fick rätsida på den både ekonomiskt och sportsligt.
Den 1 februari 2011 meddelade Golisano att man hade kommit överens om en försäljning av Sabres till den Pennsylvania-baserade affärsmannen och tillika miljardären Terrence Pegula. Köpeskillingen var inte känd men lokala medier rapporterade att Pegula fick betala totalt 189 miljoner $ för klubben, 175 miljoner $ till ägarbolaget och 14 miljoner $ till att betala av skulder till fordringsägare. Golisano medgav den 3 februari att ägarna gick miste om ytterligare 70 miljoner $ efter att han tackade nej till ett bud på grund av att det ingick att Sabres skulle tvingas flytta från Buffalo, vilket han inte ville skulle hända. Den 22 februari meddelade NHL att man godkände försäljningen av Sabres till Pegula och därmed tog eran med Golisano slut.

## Privatliv
Tom Golisano avlade högskoleexamen vid Alfred State College. 2009 började han umgås med den före detta tennisspelaren Monica Seles, de blev partners 2011. De gifte sig tre år senare.